# رامازینی
برناردینو راماتزینی (به انگلیسی :Bernardino Ramazzini) پزشک ایتالیایی متولد کاپری ایتالیا از پیشگامان عرصه سلامت شغلی بود. او برای اولین بار روابط میان خصوصیات محیط کار و بیماری‌های کارگران را اثبات کرد. او هنگامی که دانشجوی فلسفه و پزشکی بود به سلامت کارگران علاقه‌مند شد و برای تشخیص بیماری‌های شغلی، از بیمار در مورد حرفه‌اش می‌پرسید و خطرهای بهداشتی ناشی از مشاغل را براساس علل آن (بخارات سمی، ذرات بسیار ریز آلایندهٔ هوا، گرما، سرما، رطوبت و حرکات نامنظم فیزیکی و …) طبقه‌بندی کرد.
او به مسائل مربوط به تهویهٔ محیط کار پرداخت و استفاده از ابزارهای محافظتی مانند ماسک صورت را توصیه کرد. راماتزینی اولین رسالهٔ روشمند در بارهٔ بیماری‌های شغلی را در سال ۱۷۰۰ منتشر کرد و تا زمان مرگش در سال ۱۷۱۴ در دانشگاه پادوا تدریس می‌کرد.

## القاب
به دلیل خدمات بسیار راماتزینی به حوزه بهداشت کار، او از سال ۱۶۹۱ به عنوان پدر سلامت شغلی شناخته شده‌است.

## بررسی‌ها
او با این توصیه مشهور به پزشکان، معروف شد: به سؤالات توصیه شده توسط بقراط باید یک سؤال اضافه کرد: شغلتان چیست؟ «امروزه راماتزینی به دلیل شرح‌های بالینی دقیق از بیماری‌های شغلی در مشاغل گوناگون شناخته می‌شود. او مشاغل زیادی را بررسی کرده‌است، از جمله معدن کاران، ماماها، شیمیدان‌ها، داروسازها، سفالگران، فلزگران، شیشه گران، آینه سازان، نقاشان، باغبانان، پنیرسازان، حمل کنندگان جسد، شراب‌فروش‌ها، کارگران کنف، کتان و ابریشم، خدمتکاران او پیشگام ارگونومی بود و وضعیت بدن را علت ایجادکننده بیماری می‌دانست. او مواجهات ارگونومیک را در ورزشکاران، باربرها، خوانندگان، کشاورزان، ماهیگیران، سربازان، راهبه‌ها، سمباده زنندگان، آجرسازان، مقنیان، شکارچیان، صابون‌سازان و … شنا خته بود.
در بخشی از نوشته‌های وی آمده‌است: «تمام پیشه‌ها چه مکانیکی و چه تجسمی، قطعتا عطیه ای ارزشمند هستند، اما معموال بدون اثر سوء نیستند؛ بنابراین باید بپذیریم که کارگران در پیشه‌ها و صنایع خاص گاهی اوقات آسیبهای خطرناکی می‌بینند. پس در حالی که آنها به امید امرار معاش برای ادامه زندگی خود و خانواده‌شان بودند، اغلب دچار بیماری خطرناک می‌شوند و سرانجام به پیشه ای که خود را وقف آن کرده‌اند دشنام می‌دهند و شغلشان را ترک می‌کنند. زمانی که مشغول کار طب بودم، مشاهده کردم که این اتفاق زیاد رخ می‌دهد، بنابراین تلاش کردم تا رساله ای خاص بیماری‌های کارگران بنویسم».
راماتزینی بر دو علت بیماریهای شغلی تأکید داشت: «اولین و قویترین ویژگی خطرناک، موادی است که استفاده می‌کنند. چون اینها بخارات سمی و ذرات بسیار ریز تولید می‌کنند که برای انسان خطرناک است و دومین علت حرکات شدید و غیرعادی و وضعیتهای نامناسب بدن است». راماتزینی از مشاهدات برای استنتاج و ایجاد رابطه علیتی استفاده می‌کرد. او اکثر مواقع تشخیص‌های درستی در مورد بیماریهای شغلی داشت، هرچند گاهی نیز دچار اشتباه شده‌است.

## کتاب‌ها
معروفترین کتاب او بیماریهای کارگران بیماری‌های شغلی (De Morbis Artificum Diatriba)نام دارد.